# Церква Положення пояса Пресвятої Богородиці (Подорожнє)
Церква Положення пояса Пресвятої Богородиці — греко-католицький храм, розташований у селі Подорожнє, Журавненська селищна громада, Львівська область, Україна. 

Церква є пам'яткою дерев'яної архітектури і належить до Журавненського деканату Стрийської єпархії Львівської архиєпархії Української Греко-Католицької Церкви. 

## Історія
За даними шематизмів 1914,1924 і 1927 років дерев’яна церква Положення Пояса Пресвятої Богородиці було збудовано у 1824 році. В  виданю шематизму за 1932 рік згадується 1848 рік.  До приходу радянської влади до цієї церкви належали також храми з сіл Крехова та Сидорівки.
При церкві діяла церковна крамниця, а також українська школа.

У 1926 році церкву перебудували.У 1993 році стіни церкви над опасанням оббили бляхою, а восьмерик нави після 2000 року оздобили пластиковою вагонкою. У 2022 році проведено ремонт дзвіниці.

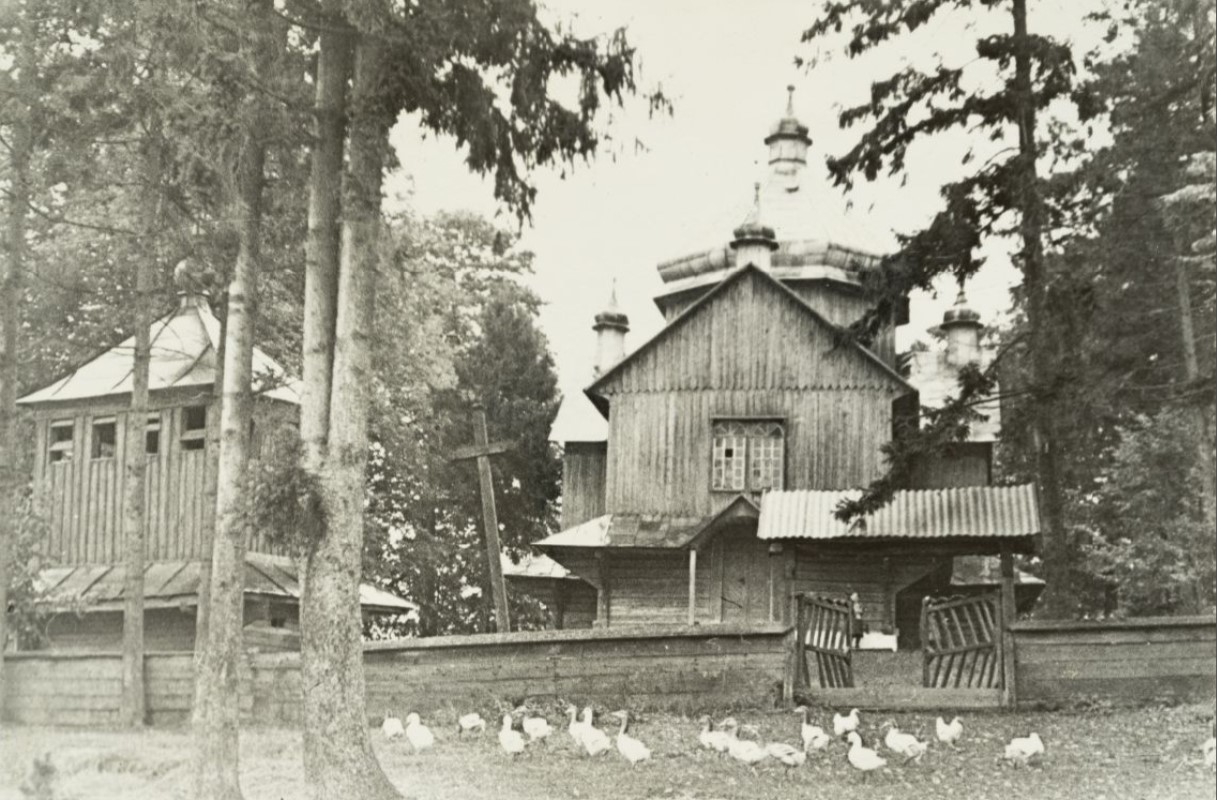
Церква Собору Пресвятої Богородиці у 1960 -х роках
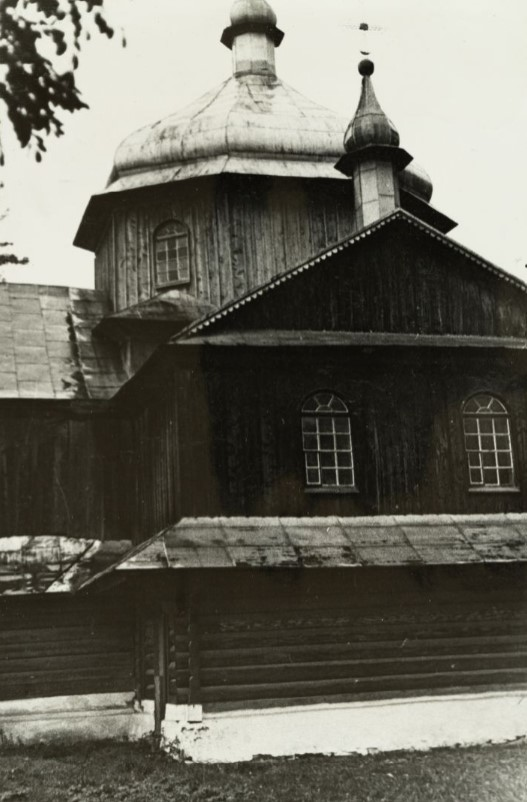
Церква Собору Пресвятої Богородиці у 1960 -х роках

## Архітектура
Церква є типовим прикладом дерев'яної сакральної архітектури свого періоду. Вона збудована з дерева, що є характерним для багатьох храмів Західної України. Церква має традиційну тридільну структуру — центральну наву, бокові приміщення та вівтар — що підкреслює її архітектурну цілісність та відповідає канонам греко-католицького храмобудування.

## Релігійне та культурне значення
Церква Положення пояса Пресвятої Богородиці була і є важливим релігійним центром для місцевої громади. Вона служить місцем для проведення богослужінь, святкувань релігійних свят та обрядів. Церква також є частиною культурної спадщини регіону, зберігаючи традиції та історію греко-католицької громади села Подорожнє.

## Настоятелі церкви
- 1835 - 1862 рр. о. Віктор Хрістофалішенс
- 1864 - 31.06.1875 рр. о. Іван Яворницький

- 01.07.1875 - 1898 рр. о. Никола Ковшевич
- 1898 - 31.03.1899 роках тимчасовий завідувач церкви о. Олександр Ротко
- 01.04.1899 - 10.03.1920 рр. о. Лев Кордасевич
- 04.04.1920 - 31.03.1921 рр тимчасовий завідувач церкви о. Григорій Музичка[5][6]
- 01.04.1921 - 04.11.1932 рр. о. Андрій Кухта
- 15.11.1932 -  рр тимчасовий завідувач церкви о. Степан Воробець
- 29.04.1934[7] - 1945рр. о. Микола Бобиляк

## Партони церкви
- У 1853 році Александер Станіслав граф Дідушинський
- З 1892 по 1908 рік Едмунт граф Дідушівський
- З 1909 по 1914 рік Александра графиня Дідушівська
- З 1924 по 1935 рік Александер граф Дідушівський